# Chokkondahalli, Malur
Chokkondahalli là một làng thuộc tehsil Malur, huyện Kolar, bang Karnataka, Ấn Độ.